# گارد ملی ایالات متحده آمریکا
گارد ملی ایالات متحده آمریکا (به انگلیسی: United States National Guard) در سال ۱۹۰۳ توسط کنگره ایالات متحده آمریکا تأسیس شد.  
این واحد نظامی در واقع شاخه مستقلی از نیروهای مسلح ایالات متحده آمریکا نیست و از دو واحد گارد ملی ارتش که جزو نیروی زمینی ایالات متحده آمریکا و گارد ملی هوایی که جزو نیروی هوایی ایالات متحده آمریکا محسوب می‌شوند، تشکیل شده است.

## وظایف و فرماندهی
موضوعی که گارد ملی را از دیگر شاخه های نیروهای مسلح آمریکا متمایز می‌کند، این است که این نیرو، اکثرا نیروی واکنش سریع در مواقع مورد نیاز در داخل خود ایالات متحده آمریکاست. با توجه به این که هر ایالت آمریکا گارد ملی خودش را دارد، این نیروها در سراسر کشور پراکنده هستند و در صورت اعلام وضعیت اضطراری توسط فرماندار (فقط گارد ملی ایالت خودش) یا توسط رئیس‌جمهور و وزیر دفاع (دارای دسترسی به گارد ملی تمامی ایالات) فراخوانده می‌شوند و بسیار سریع تر از نیروی زمینی یا نیروی هوایی به محل مورد نیاز می‌رسند.
اما در صورت نیاز گارد ملی می تواند با دستور رئیس‌جمهور برای پشتیبانی نیروی زمینی یا نیروی هوایی به خارج از کشور هم اعزام شوند. 

## نگارخانه

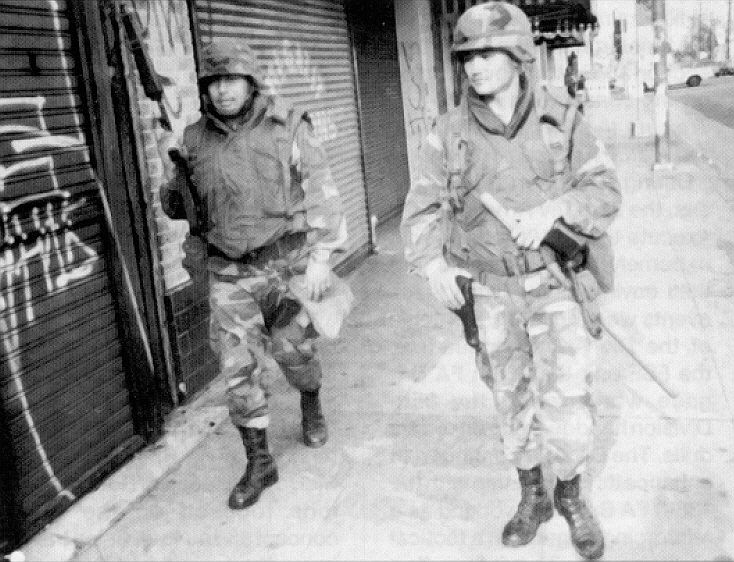
در پی شورش‌های ۱۹۹۲ لس‌آنجلس، فرماندار وقت کالیفرنیا پیت ویلسون، گارد ملی ایالتش را به محل شورش‌ فرستاد
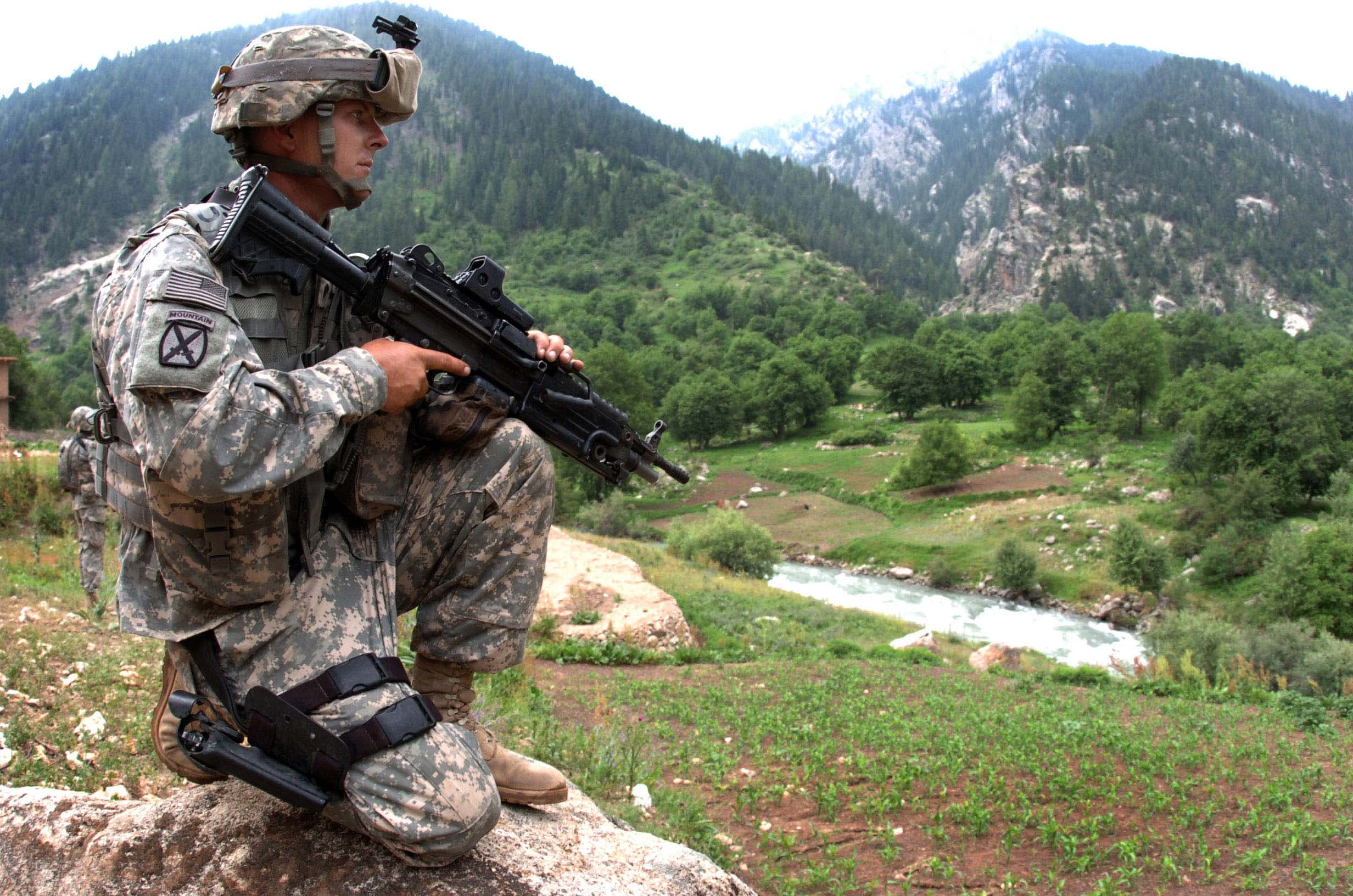
یک سرباز گارد ملی با ام-۲۴۹ در نورستان ،افغانستان، ۲۸ ژوئن ۲۰۰۷
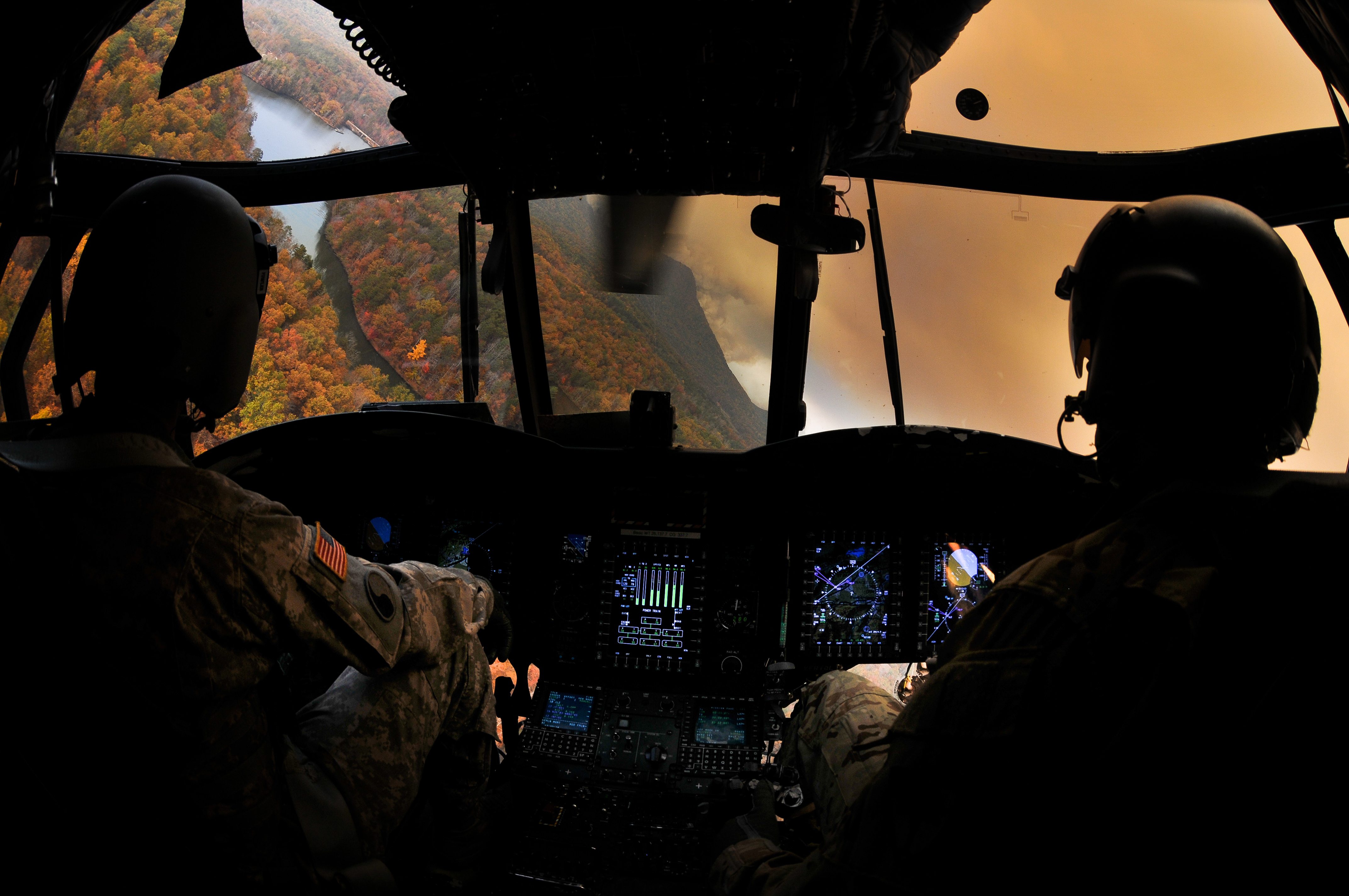
گارد ملی کارولینای جنوبی به دستور فرماندار ایالت برای خاموش کردن آتش جنگل در شهرستان پیکنز، کارولینای جنوبی، ۱۷ نوامبر ۲۰۱۶